# Староусманово
Староусма́ново (рос. Староусманово, башк. Иҫке Уҫман) — присілок у складі Благоварського району Башкортостану, Росія. Входить до складу Балишлинської сільської ради.
Населення — 72 особи (2010; 81 в 2002).
Національний склад:
- башкири — 95 %